# Ophiuraster symmetricus
Ophiuraster symmetricus is een slangster uit de familie Ophiuridae.
De wetenschappelijke naam van de soort werd in 1958 gepubliceerd door Howard Barraclough Fell.